# セーシェルハコヨコクビガメ
セーシェルハコヨコクビガメ（Pelusios seychellensis）は、爬虫綱カメ目ヨコクビガメ科ハコヨコクビガメ属に分類されるカメ。

## 分布
セーシェル固有種
種小名seychellensisは「セーシェル産の」の意で、和名や英名と同義。

## 形態
最大甲長16.5センチメートル。背甲はやや扁平で、上から見ると第7縁甲板周辺で最も幅広い。第2-4椎甲板にはあまり発達しない筋状の盛りあがり（キール）があり、第2-3椎甲板は平坦。後部縁甲板の外縁は尖らない。背甲の色彩は黒い。腹甲は腹甲板と股甲板の継ぎ目（シーム）で腹甲がわずかに括れる。間喉甲板はやや小型で細長く（縦幅は横幅の1.5-2倍）、横幅は左右の腹甲板と股甲板のシームの長さの0.25倍以下。蝶番は第5縁甲板中央部に接する。腹甲の色彩は黒く、シーム周辺の一部が淡黄色の個体もいる。
頭部はやや大型。上顎の先端は鉤状に弱く尖る。下顎には小さい髭状突起が2本ある。前肢前部には8-10枚ずつ大型鱗が並ぶ。頭部の色彩は暗褐色で、黄色や赤の細かい虫食い状の斑紋が入る。頸部や四肢、尾の色彩は黄褐色。

## 分類
属内ではクリイロハコヨコクビガメに近縁だと考えられ、亜種とされた事もある。
DNAの解析から本種がクリイロハコヨコクビガメだったとする論文がPLoS ONEに発表された。人為的に移入された個体が記載されたか、模式産地が誤っていたと指摘されている。

## 生態
池沼、湿原などに生息していた。
食性は雑食だと考えられている。

## 人間との関係
開発による生息地の破壊により生息数が激減した。1895年に3匹が採集されたのみで、絶滅したと考えられている。1994年に再発見されたとされる個体は、キバラハコヨコクビガメだったとされる。